# Réservoir des Laquets
Pour les articles homonymes, voir Laquette.
Le réservoir des Laquets est un lac pyrénéen français situé administrativement dans la commune de Bagnères-de-Bigorre dans le département des Hautes-Pyrénées en région  Occitanie.

## Géographie
Situation : vallée de La Mongie - Hautes-Pyrénées 
Altitude : 2041 m

## Protection environnementale
Le lac fait partie d'une zone naturelle protégée, classée ZNIEFF de type 1 : Cirque de Cloutou et sud de La Mongie et de type 2 : Bassin du haut Adour.

## Galerie

Vue du Réservoir.
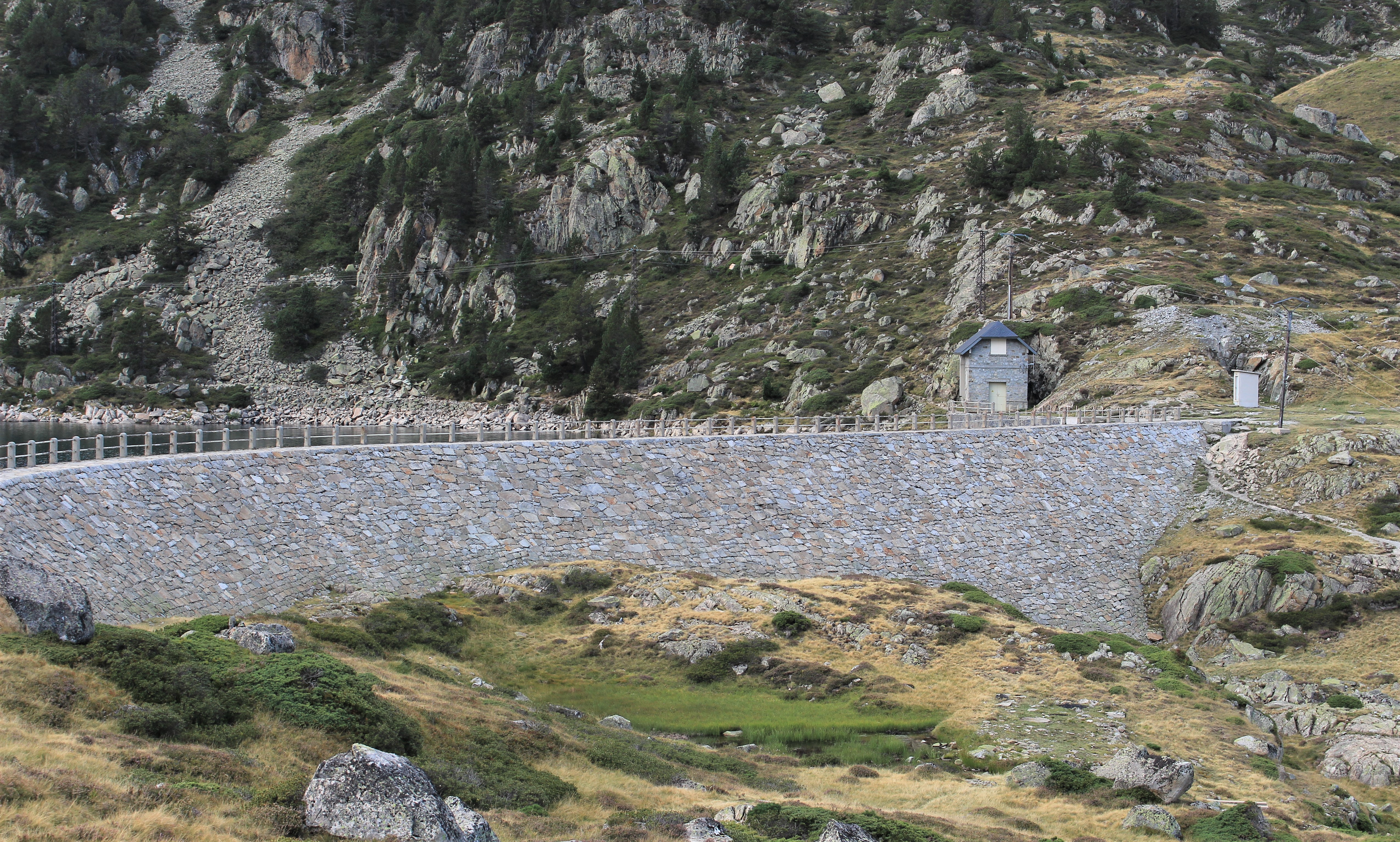
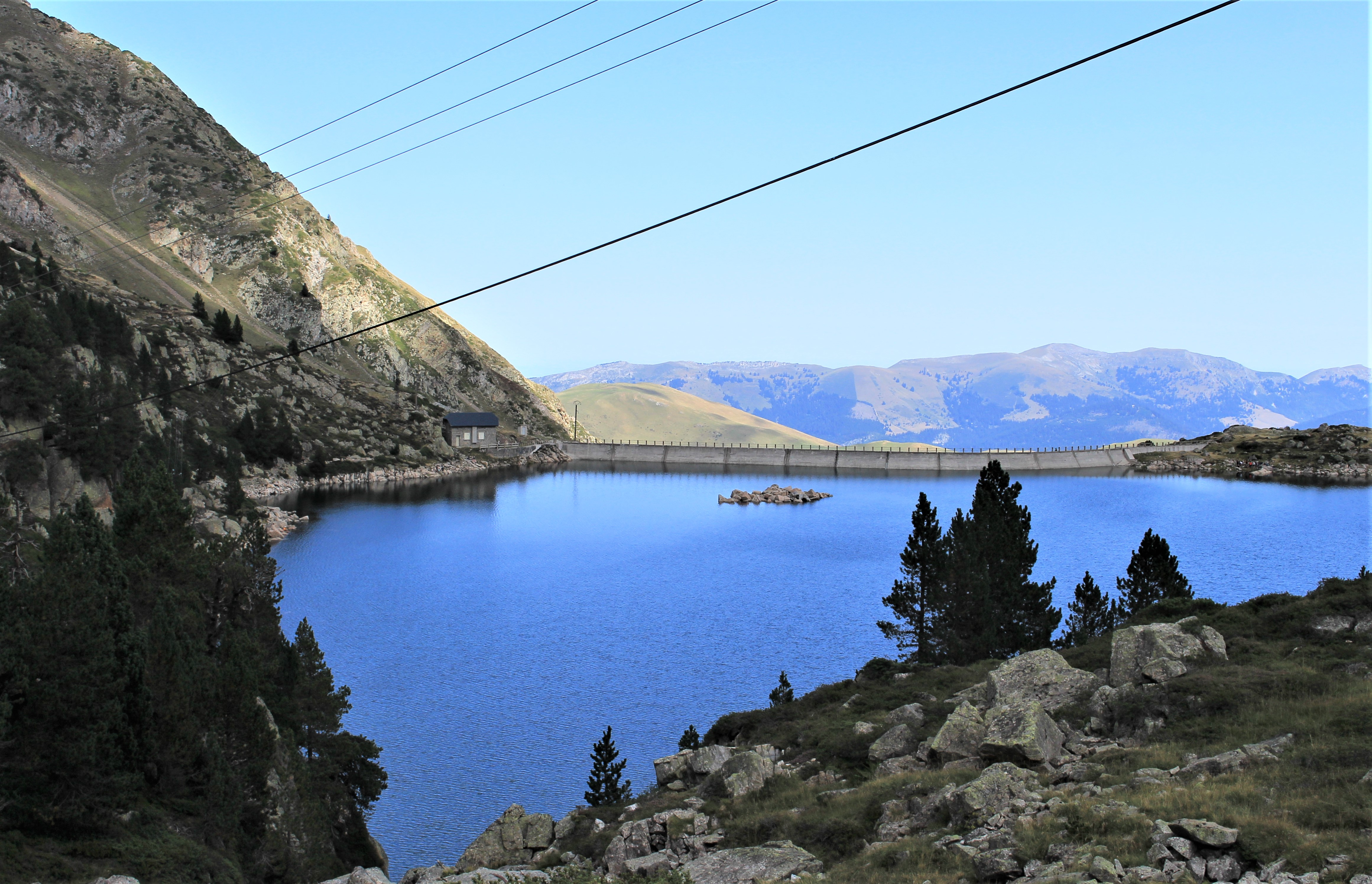
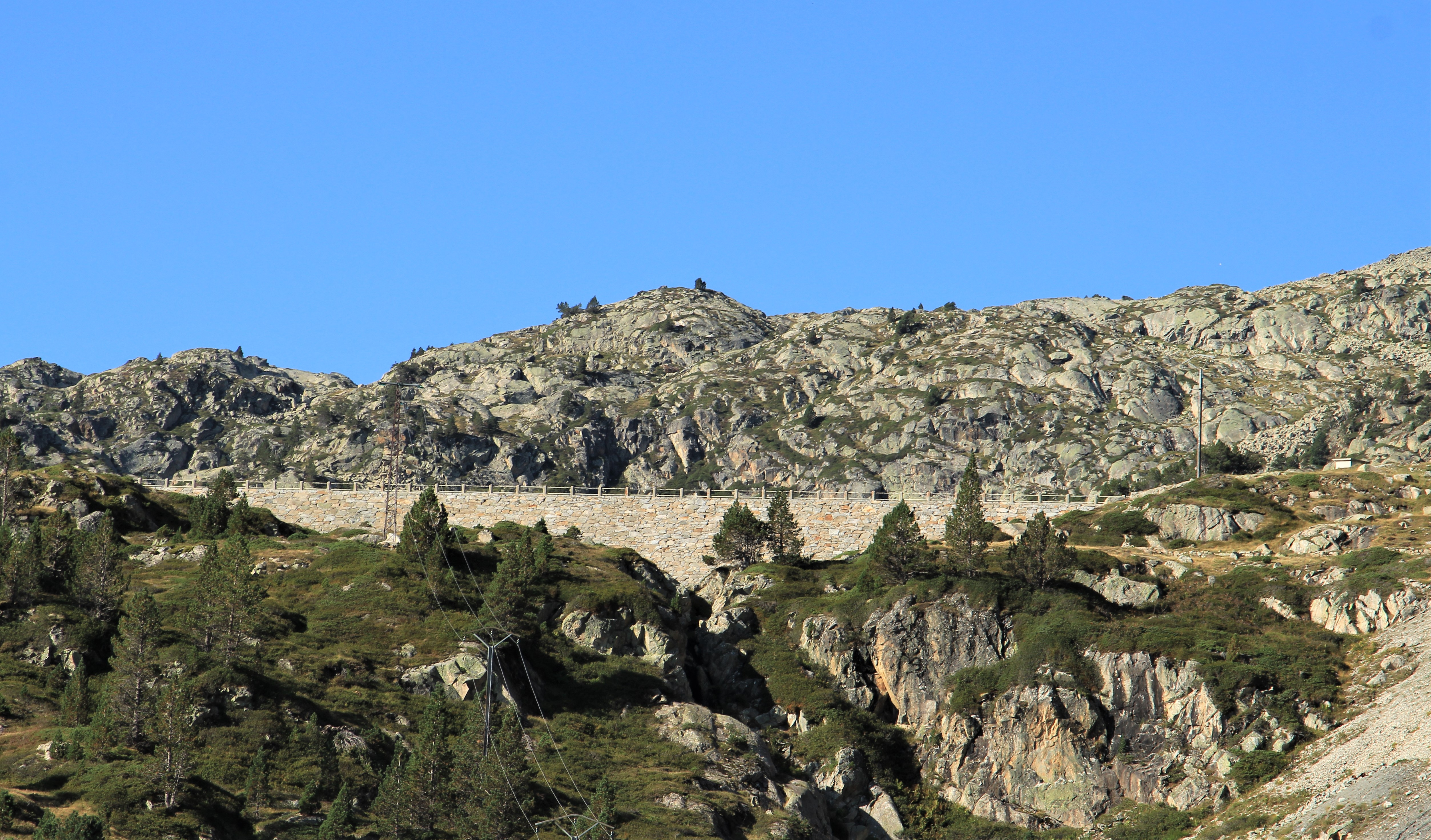